# Pasquale Luiso
Pasquale Luiso (Napoli, 30 ottobre 1969) è un allenatore di calcio ed ex calciatore italiano, di ruolo attaccante.

## Carriera

### Giocatore

#### Gli esordi: da Sora al Torino
Cresce nell'Afragolese, con cui gioca tre campionati di Serie C2 ed uno di Interregionale giocando come ala destra. Nel 1990 si trasferisce al Sora, dove l'allenatore Claudio Di Pucchio lo sposta al centro dell'attacco: in quattro stagioni segna 59 reti, conducendo i laziali alla promozione in serie C2 nel 1992. In quegli anni, per il gioco irruente e l'abilità nel colpo di testa, si guadagna il soprannome Toro di Sora che lo accompagnerà per tutta la carriera. Nell'estate 1993 viene acquistato dal Lecce, neopromosso in Serie A; già a settembre, tuttavia, torna al Sora, con cui è capocannoniere del suo girone di Serie C2, realizzando 22 reti e conducendo la sua squadra alla promozione in Serie C1 dopo i playoff.
Nel 1994 passa al Torino, con il quale esordisce in Serie A sotto la guida di Rosario Rampanti. Chiuso da Ruggiero Rizzitelli e Andrea Silenzi, realizza un solo gol, nella partita di Coppa Italia contro il Monza; in ottobre va al Pescara in Serie B, segnando 7 gol in 21 gare.

#### La ribalta: Avellino, Piacenza e Vicenza
Nel campionato 1995-1996 viene ceduto inizialmente al Chievo Verona, ma prima dell'inizio della stagione si trasferisce in comproprietà all'Avellino. In Irpinia segna 19 reti in 36 partite, che però non bastano a evitare la retrocessione in Serie C1. Riscattato dal Chievo, viene chiamato in Serie A dal Piacenza. Con gli emiliani gioca come centravanti titolare, mettendo a segno 14 reti in campionato, tra cui quella decisiva (in rovesciata) nella vittoria sul Milan per 3-2, che provoca l'esonero di Óscar Tabárez e il ritorno di Arrigo Sacchi sulla panchina rossonera. Oltre che per le prestazioni sportive, guadagna notorietà nazionale per l'esultanza dopo i suoi gol, ballando la macarena con i compagni di squadra. Grazie alle sue prestazioni, il Piacenza ottiene la salvezza dopo lo spareggio con il Cagliari, nel quale Luiso realizza altre due reti.
Nell'estate del 1997 si trasferisce al Vicenza nell'ambito dello scambio con Roberto Murgita. Nel suo primo anno a Vicenza segna 8 reti in campionato e altrettante in Coppa delle Coppe, diventando il capocannoniere della manifestazione europea.

#### Gli anni della Serie B
La stagione successiva, tuttavia, non è all'altezza della prima: la squadra veneta retrocede al termine della stagione, mentre Luiso a gennaio passa al Pescara con cui sfiora la promozione. Tornato l'anno successivo, è fra gli artefici della promozione in Serie A dei biancorossi (13 reti nella Serie B 1999-2000), ma nella massima serie viene relegato a rincalzo, e a gennaio 2001 passa alla Sampdoria, di nuovo nella serie cadetta. Nella seconda metà del campionato segna 10 reti, e i blucerchiati concludono al quinto posto il campionato, ma l'anno successivo non ritrova il feeling con il gol, mettendo a segno 3 reti in 26 partite.
Nel 2002, svincolatosi dalla Sampdoria, si trasferisce prima all'Ancona e poi alla Salernitana, entrambe fra i cadetti, ma senza lasciare segno. Inizia la stagione all'Ancona, nel frattempo promosso in Serie A, con cui torna brevemente a giocare nella massima serie (3 partite), per poi trasferirsi a gennaio nel Catanzaro, vincendo il campionato di Serie C1 2003-2004.

#### Gli ultimi anni
A Catanzaro nella stagione successiva, non viene mai impiegato e a gennaio 2005 torna al Sora per qualche mese, prima di una nuova avventura in Serie C1 fra le file del Teramo. A gennaio 2007 viene ceduto al Celano, squadra che milita in serie C2, dove contribuisce alla salvezza realizzando 6 reti in 10 partite.
Conclude la carriera nella stagione 2007-2008, militando nel Priverno (Eccellenza laziale) e da novembre 2007 per la terza volta al Sora, in Promozione.

### Allenatore

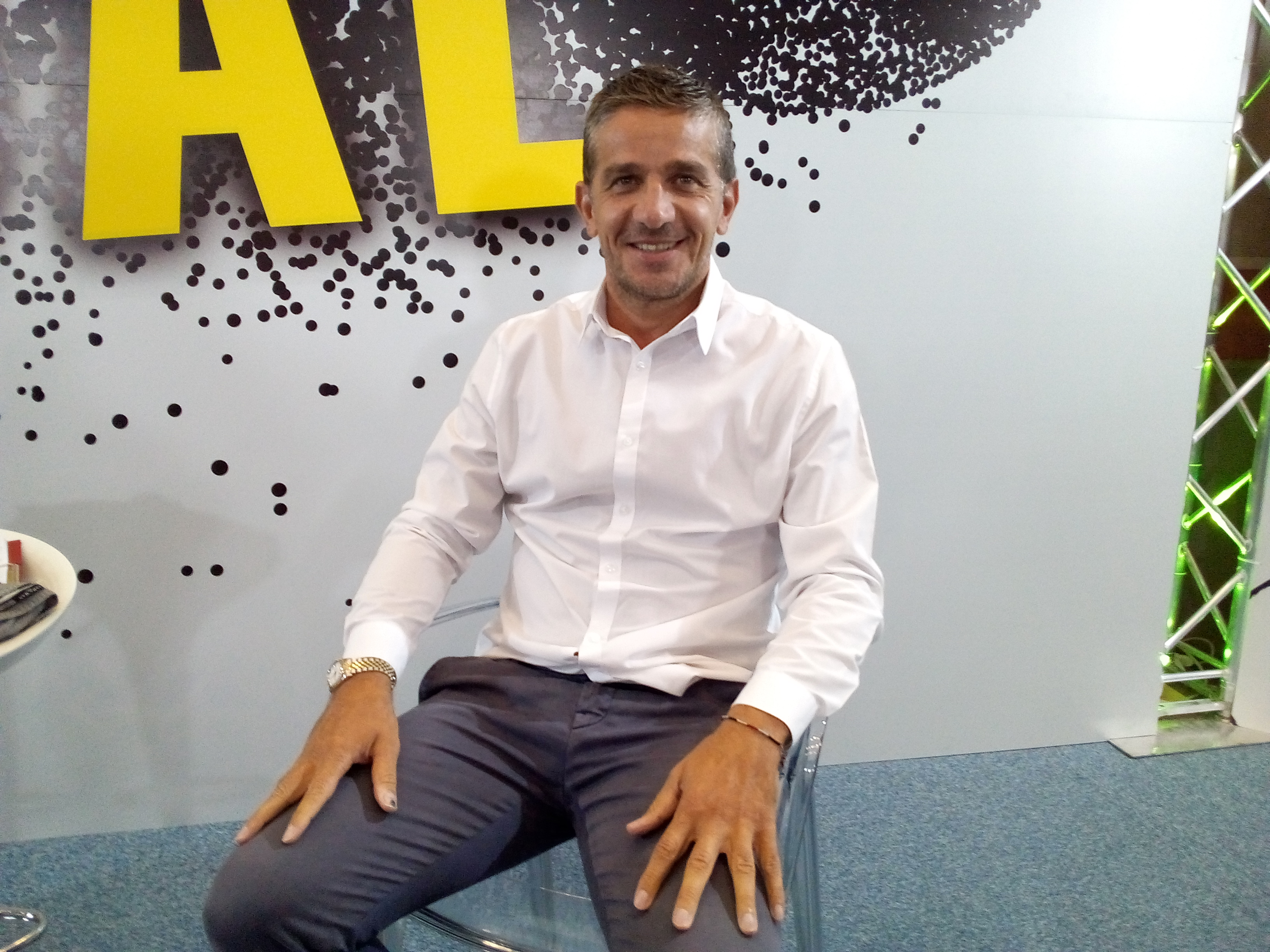
Luiso nel 2017

Conclusa la carriera agonistica, intraprende quella di allenatore. Il 20 gennaio 2010 viene assunto dal Sora, in Eccellenza laziale, con cui conquista una salvezza nella prima stagione, e la promozione in Serie D nella seconda. Nel dicembre 2011, in contrasto con la politica di mercato della dirigenza, si dimette dall'incarico.
Nel dicembre 2013 si siede sulla panchina del Sulmona (squadra alla quale da calciatore segnò un gol in uno spareggio per la promozione in Serie C2 con la maglia del Sora nell'annata 1991-1992), militante in Serie D, non riuscendone ad evitare la retrocessione in Eccellenza. Il 5 luglio 2014 diventa allenatore della Triestina, rassegnando le dimissioni dopo poco più di un mese a causa dei problemi della società alabardata. Contestualmente diventa allenatore del Celano, sempre nel campionato di Serie D, per poi essere esonerato il 19 febbraio 2015.
Nella stagione 2016-2017 guida i giovani del Vicenza nel campionato Primavera, terminando la stagione con un buon 8º posto. Lascia così l’incarico da allenatore nelle giovanili beriche, facendo ritorno nella città che ha sempre amato: Sora.
Il 4 aprile 2018 viene chiamato a sostituire Stefano Sanderra sulla panchina del Racing Fondi, penultimo nel girone C di Serie C. Dopo aver totalizzato 4 punti in 5 giornate nella stagione regolare disputa i play-out contro la Paganese uscendo sconfitto dal doppio confronto.
Torna in panchina per la stagione 2022-2023 alla guida della primavera della Juve Stabia.
Nel febbraio 2024 subentra a Gennaro Iezzo sulla panchina del Chieti, squadra di Serie D.
A marzo 2025 viene ingaggiato come nuovo allenatore dell'Acerrana, squadra campana di Serie D. Dal suo arrivo il club cambia marcia e centra la salvezza senza passare per i playout.

## Statistiche

### Statistiche da allenatore
Statistiche aggiornate al 4 maggio 2025.
| Stagione            | Squadra         | Campionato      | Campionato | Campionato | Campionato | Campionato | Coppe nazionali | Coppe nazionali | Coppe nazionali | Coppe nazionali | Coppe nazionali | Coppe continentali | Coppe continentali | Coppe continentali | Coppe continentali | Coppe continentali | Altre coppe | Altre coppe | Altre coppe | Altre coppe | Altre coppe | Totale | Totale | Totale | Totale | % Vittorie | Piazzamento                        |
| Stagione            | Squadra         | Comp            | G          | V          | N          | P          | Comp            | G               | V               | N               | P               | Comp               | G                  | V                  | N                  | P                  | Comp        | G           | V           | N           | P           | G      | V      | N      | P      | %          | Piazzamento                        |
| ------------------- | --------------- | --------------- | ---------- | ---------- | ---------- | ---------- | --------------- | --------------- | --------------- | --------------- | --------------- | ------------------ | ------------------ | ------------------ | ------------------ | ------------------ | ----------- | ----------- | ----------- | ----------- | ----------- | ------ | ------ | ------ | ------ | ---------- | ---------------------------------- |
| gen.-giu. 2010      | Sora            | Ecc.            | 15         | 9          | 3          | 3          | CI-Ecc.         | -               | -               | -               | -               | -                  | -                  | -                  | -                  | -                  | -           | -           | -           | -           | -           | 15     | 9      | 3      | 3      | 60,00      | Sub., 9º                           |
| 2010-2011           | Sora            | Ecc.            | 34         | 24         | 7          | 3          | CI-Ecc.         | 2               | 0               | 1               | 1               | -                  | -                  | -                  | -                  | -                  | -           | -           | -           | -           | -           | 36     | 24     | 8      | 4      | 66,67      | 1º (prom.)                         |
| lug.-dic. 2011      | Sora            | D               | 13         | 5          | 5          | 3          | CI-D            | 1               | 0               | 0               | 1               | -                  | -                  | -                  | -                  | -                  | -           | -           | -           | -           | -           | 14     | 5      | 5      | 4      | 35,71      | Eson.                              |
| Totale Sora         | Totale Sora     | Totale Sora     | 62         | 38         | 15         | 9          |                 | 3               | 0               | 1               | 2               |                    | -                  | -                  | -                  | -                  |             | -           | -           | -           | -           | 65     | 38     | 16     | 11     | 58,46      |                                    |
| dic. 2013-2014      | Sulmona         | D               | 17+1       | 3          | 3          | 11+1       | CI-D            | -               | -               | -               | -               | -                  | -                  | -                  | -                  | -                  | -           | -           | -           | -           | -           | 18     | 3      | 3      | 12     | 16,67      | Sub., 14º, (retr. dopo i play-out) |
| ago. 2014-feb. 2015 | Celano          | D               | 22         | 4          | 3          | 15         | CI-D            | 3               | 1               | 2               | 0               | -                  | -                  | -                  | -                  | -                  | -           | -           | -           | -           | -           | 25     | 5      | 5      | 15     | 20,00      | Sub., Eson.                        |
| apr.-mag. 2018      | Racing Fondi    | C               | 5+2        | 1          | 1+1        | 3+1        | CI-C            | -               | -               | -               | -               | -                  | -                  | -                  | -                  | -                  | -           | -           | -           | -           | -           | 7      | 1      | 2      | 4      | 14,29      | Sub., 18º, (retr. dopo i play-out) |
| feb.-giu. 2024      | Chieti          | D               | 10         | 4          | 3          | 3          | CI-D            | -               | -               | -               | -               | -                  | -                  | -                  | -                  | -                  | -           | -           | -           | -           | -           | 10     | 4      | 3      | 3      | 40,00      | Sub., 8º                           |
| mar.-giu. 2024      | Acerrana        | D               | 7          | 3          | 1          | 3          | CI-D            | -               | -               | -               | -               | -                  | -                  | -                  | -                  | -                  | -           | -           | -           | -           | -           | 7      | 3      | 1      | 3      | 42,86      | Sub., 13º                          |
| Totale carriera     | Totale carriera | Totale carriera | 126        | 53         | 27         | 46         |                 | 6               | 1               | 3               | 2               |                    | -                  | -                  | -                  | -                  |             | -           | -           | -           | -           | 132    | 54     | 30     | 48     | 40,91      |                                    |

## Palmarès

### Giocatore

#### Club
- Campionato italiano di Serie B: 1

Vicenza: 1999-2000
- Campionato italiano Serie C1: 1

Catanzaro: 2003-2004
- Campionato Interregionale: 1

Sora: 1991-1992

#### Individuale
- Capocannoniere della Serie C2: 1

1993-1994 (22 reti)
- Capocannoniere della Coppa delle Coppe: 1

1997-1998 (8 reti)

### Allenatore
- Eccellenza: 1

Sora: 2010-2011